# Nadine Magloire
Nadine Magloire (Puerto Príncipe, 10 de febrero de 1932) es una escritora y feminista haitiana-canadiense, la primera en publicar una novela de orden feminista.

## Biografía
Hija de la periodista Jean Magloire y de la compositora Carmen Brouard, nació en Puerto Príncipe y se educó en la Institution Sainte Rose de Lima. Magloire continuó su educación en el Collège International Marie de France en Montreal. También tomó cursos por correspondencia en periodismo. En 1955, se mudó a París para estudiar en el Centre d'Etudes de Radiodiffusion et Télévision. A su regreso a Puerto Príncipe, estudió en la École normale supérieure.
En 1968, publicó la novela Le mal de vivre, considerado el primer libro feminista publicado en Haití; en cuanto a la sexualidad desde una perspectiva feminista, fue polémico para su época. Un intercambio de cartas entre Magloire y Simone de Beauvoir siguió a la publicación de este libro. En 1975, organizó una exposición de mujeres artistas en el Institut Français de Puerto Príncipe. De marzo de 1978 a marzo de 1979, publicó la revista cultural Le fil d'Ariane. En 1979, después de pasar tiempo en Haití y en el extranjero, a menudo en Canadá, se instaló en Montreal.

## Obras
- Le mal de vivre (1968)
- Autopsie in vivo: le sexe mythique, novela (1975)
- Autopsie in vivo, novela (2009)
- Autopsie in vivo (la suite), novela (2010)